# 迈克尔·戴尔
迈克尔·戴尔（英語：Michael Dell，1965年2月23日— ），美国猶太人企業家，世界最大电脑制造商之一戴尔公司的创始人及董事会主席。
迈克尔·戴尔已婚有四個小孩，在《福布斯》2006年亿万富翁排行榜中列第12位，2007年排在30位。邁克爾﹒戴爾目前擁有戴爾公司約15.7%的股權。
麥可·戴爾在《福布斯》2019年億萬富翁排行榜中名列第25位，資產達到343億美元，是戴爾公司的董事長兼執行長。戴爾於2017年5月向其基金會捐贈了10億美元。總共慈善捐款超過15億美元，重點是幫助貧困兒童。在2019年美國400富豪榜，他以323億美元的資產，排名第18名。他在2020年9月公佈的福布斯美國400富豪榜排名第18名，資產達356億美元。